# La Chimba

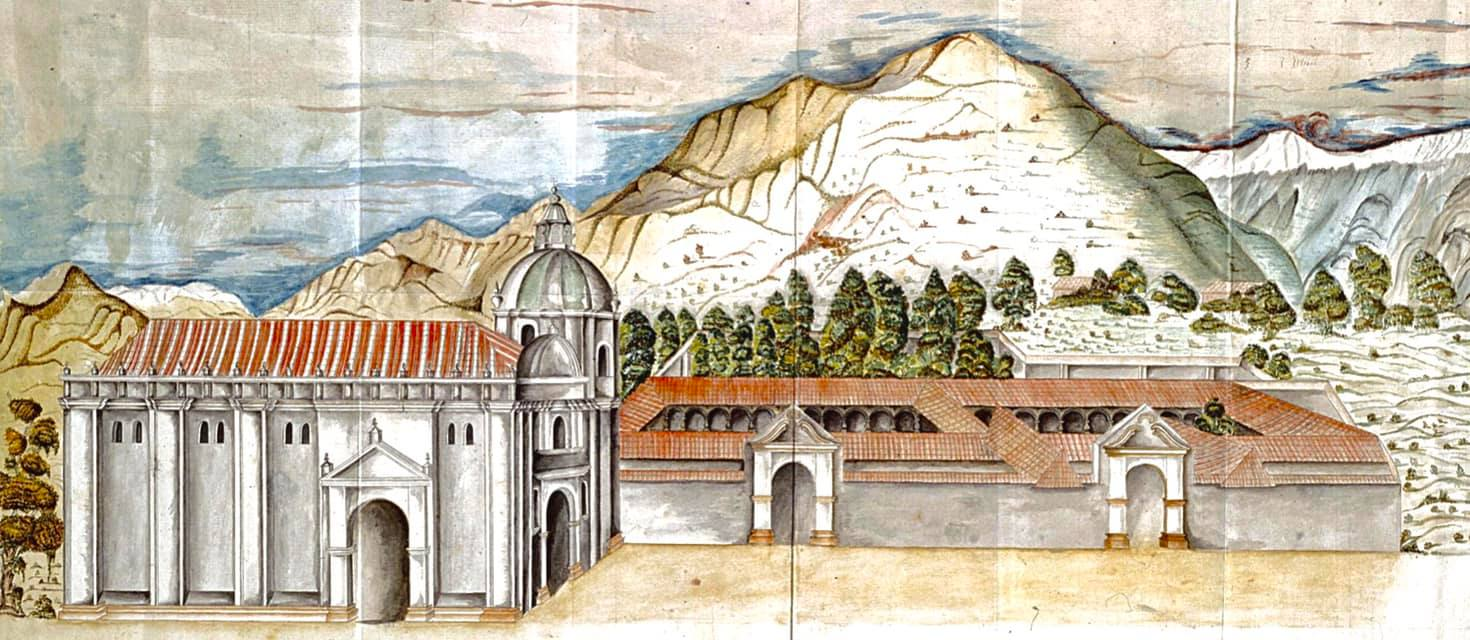
El Monasterio del Carmen Bajo de San Rafael

La Chimba (del quechua, "de la otra banda"; "del otro lado") era el nombre dado al sector ubicado en la ribera norte del río Mapocho en la ciudad de Santiago de Chile.
Actualmente, corresponde a las comunas de Recoleta e Independencia, particularmente el sector sur de ambas (como los barrios Bellavista y Patronato).

## Historia
Su nombre, proveniente del quechua, señala claramente el otro extremo del río Mapocho. De hecho, el rígido trazado urbano de Santiago no traspasó hacia la ribera norte del río, en donde se generó un caserío espontáneo, instalándose en él parte importante de los indígenas incas (en La Chimba misma) y picunches dedicados a la servidumbre de la ciudad (en el guangualí ubicado al este de La Chimba), que intentaban mantener sus tradiciones y estilo de vida en un proceso inevitable de extinción cultural frente a las impuestas por los españoles. En la cima del cerro Blanco, los incas instalaron un pucará para vigilar a los picunches. En él se instaló Pedro de Valdivia antes de ocupar la ciudad inca del Mapocho, que bautizó Santiago del Nuevo Extremo.
Para dar salida en dirección al río a los productos de las chacras ubicadas en el sector del Salto, entre los cerros Blanco y San Cristóbal, fue naciendo una nueva senda, paralela al llamado Camino de Chile (Av. Independencia), el antiguo Camino del inca, cuyo recorrido se evitaba con esta nueva vía más directa a los moradores de este otro lado de La Chimba, ruta a la que llamaron Camino del Salto (Recoleta), por el salto que había que dar al Mapocho para llegar a él.
Con el tiempo a estos asentamientos indígenas, dedicados a la servidumbre, se fueron sumando los artesanos. Por su tranquilidad y aislamiento de la ciudad, porque debía atravesarse el río Mapocho para llegar, algunos predios de la zona fueron cedidos a conventos y monasterios:
- En 1601, se fundó el convento San Juan de Sahagún de la Provincia Chilena de la Orden San Agustín.
- En 1647, se fundó la Recoleta Franciscana.
- En 1747, se instaló la Recoleta Dominica.
- En 1770, se construyó el Monasterio de las Carmelitas Descalzas de San Rafael.

Para minimizar su aislamiento, en 1772 se comenzó a construir el puente de Calicanto que unió las dos riberas del Mapocho, hasta ese momento solo conectadas por un puente de madera. Durante el gobierno del director supremo Bernardo O'Higgins, en La Chimba se creó el Cementerio General, inaugurado en 1821.
Actualmente, existe en la comuna de Recoleta una población denominada popularmente como La Chimba, emplazada en el triángulo formado por las avenidas Dorsal, El Guanaco y Diagonal Cardenal Caro.

## Habitantes famosos
- Candelaria Pérez
- Inés Suárez
- Irene Morales